# Stazione meteorologica di Seghedino
La stazione meteorologica di Seghedino è la stazione meteorologica di riferimento per il servizio meteorologico ungherese e per l'Organizzazione Mondiale della Meteorologia, relativa alla città di Seghedino.

## Coordinate geografiche
La stazione meteorologica è situata in Ungheria, nella contea di Csongrád-Csanád, nel comune di Seghedino, a 82 metri s.l.m. e alle coordinate geografiche 46°12′N 20°06′E.

## Dati climatologici
Secondo i dati medi del trentennio 1961-1990, la temperatura media del mese più freddo, gennaio, si attesta a -1,6 °C, mentre quella del mese più caldo, luglio, è di +20,9 °C.

Le precipitazioni medie annue sono di poco inferiori ai 500 mm, distribuite mediamente in 77 giorni in modo pressoché uniforme nell'arco dell'anno.
| Seghedino           | Mesi | Mesi | Mesi | Mesi | Mesi | Mesi | Mesi | Mesi | Mesi | Mesi | Mesi | Mesi | Stagioni | Stagioni | Stagioni | Stagioni | Anno |
| Seghedino           | Gen  | Feb  | Mar  | Apr  | Mag  | Giu  | Lug  | Ago  | Set  | Ott  | Nov  | Dic  | Inv      | Pri      | Est      | Aut      | Anno |
| ------------------- | ---- | ---- | ---- | ---- | ---- | ---- | ---- | ---- | ---- | ---- | ---- | ---- | -------- | -------- | -------- | -------- | ---- |
| T. max. media (°C)  | 1,7  | 5,1  | 11,2 | 17,1 | 22,3 | 25,3 | 27,4 | 27,0 | 23,4 | 17,6 | 9,5  | 3,8  | 3,5      | 16,9     | 26,6     | 16,8     | 16,0 |
| T. min. media (°C)  | −4,8 | −2,5 | 0,9  | 5,5  | 10,3 | 13,4 | 14,4 | 13,9 | 10,4 | 5,6  | 1,7  | −2,1 | −3,1     | 5,6      | 13,9     | 5,9      | 5,6  |
| Precipitazioni (mm) | 29   | 25   | 29   | 41   | 51   | 72   | 50   | 57   | 34   | 26   | 41   | 40   | 94       | 121      | 179      | 101      | 495  |
| Giorni di pioggia   | 6    | 5    | 6    | 7    | 8    | 9    | 6    | 6    | 5    | 5    | 7    | 7    | 18       | 21       | 21       | 17       | 77   |

## Temperature estreme mensili dal 1901 in poi
Nella tabella sono indicate le temperature estreme mensili registrate dal 1901 in poi con il relativo anno in cui sono state registrate. La temperatura massima assoluta finora registrata è di +40,1 °C risalente al 23 luglio 2022, mentre la temperatura minima assoluta rilevata dall'inizio delle misurazioni è di -29,1 °C ed è datata 24 gennaio 1942.
| Seghedino (1901-2023) | Mesi         | Mesi         | Mesi         | Mesi        | Mesi        | Mesi        | Mesi        | Mesi        | Mesi        | Mesi         | Mesi         | Mesi         | Stagioni | Stagioni | Stagioni | Stagioni | Anno  |
| Seghedino (1901-2023) | Gen          | Feb          | Mar          | Apr         | Mag         | Giu         | Lug         | Ago         | Set         | Ott          | Nov          | Dic          | Inv      | Pri      | Est      | Aut      | Anno  |
| --------------------- | ------------ | ------------ | ------------ | ----------- | ----------- | ----------- | ----------- | ----------- | ----------- | ------------ | ------------ | ------------ | -------- | -------- | -------- | -------- | ----- |
| T. max. assoluta (°C) | 17,5 (2002)  | 20,5 (2019)  | 26,7 (1989)  | 31,6 (2013) | 34,0 (1923) | 38,8 (1935) | 40,1 (2022) | 39,7 (1952) | 38,2 (1946) | 32,0 (1932)  | 24,9 (1926)  | 18,4 (1989)  | 20,5     | 34,0     | 40,1     | 38,2     | 40,1  |
| T. min. assoluta (°C) | −29,1 (1942) | −27,2 (1932) | −16,8 (1932) | −7,0 (2003) | −1,6 (1935) | 2,6 (1928)  | 5,3 (1996)  | 5,1 (1980)  | −1,3 (1970) | −10,0 (1920) | −17,0 (1988) | −24,9 (2001) | −29,1    | −16,8    | 2,6      | −17,0    | −29,1 |